# Ракло
Ракло — українське вульгарне слово, запозичене з німецької мови, поширене на Харківщині та Полтавщині, що означає: шахрай, босяк, злодій, «дрібний злочинець з села».
Народна етимологія виводить походження від імені св. Іраклія, вигаданого покровителя харківської бурси в XVIII столітті. За легендою вічно голодні бурсаки після занять збігали з гори, де була розташована бурса, прямо на Благовіщенський базар. Там вони здобули специфічну славу — і заодно отримали таке дивне для невтаємничених збірне ім'я — ракли, яке пізніше стало прозивним.
Лайка набула поширення в жаргонах російських злодіїв.